# Two Feet
Zachary William «Bill» Dess (Manhattan, Nueva York, 21 de junio de 1993) más conocido por su nombre artístico Two Feet, es un cantante, productor y compositor estadounidense de música electrónica.

## Biografía
Originario de Manhattan, Nueva York, Dess inició tocando jazz y blues antes de tomar el nombre de «Two Feet». Después del éxito de su sencillo Go Fuck Yourself publicado en 2017, el cantante firmó con el sello discográfico Republic Records, dicho tema alcanzó el puesto 36 en la lista de Hot Rock Songs de la revista Billboard. Su siguiente sencillo I Feel Like I'm Drowning superó su anterior logro al ubicarse en el puesto 7 de la misma lista en 2018.
El 31 de julio de 2018, el músico publicó una carta de disculpa en su página de Twitter la cual detallaba que quería acabar con su vida.
También menciona que le diagnosticaron esquizofrenia, pero posteriormente, según el propio William, el diagnóstico fue incorrecto y se corrigió por trastorno bipolar afectivo. El músico señala que actualmente se encuentra en tratamiento.

## Discografía

### Albums
- First Steps (2016)
- Momentum (2017)
- Pink (2020)
- Max Maco Is Dead Right? (2021)
- Shape & form (2022)

### Sencillos
| "Go Fuck Yourself"                                                          | 2016 | 36 | —  | First Steps         | - RIAA: Oro |
| "I Feel Like I'm Drowning"                                                  | 2017 | 13 | 1  | A 20 Something Fuck | - RIAA: Oro |
| "Same Old Song (S.O.S., Pt. 1)"[cita requerida]                             | 2018 | —  | —  | A 20 Something Fuck |             |
| "Hurt People"                                                               | 2018 | —  | —  | A 20 Something Fuck |             |
| "Lost the Game"                                                             | 2018 | —  | —  | Pink                |             |
| "I Want It"                                                                 | 2018 | —  | —  |                     |             |
| "Intro"                                                                     | 2019 | —  | —  | Pink                |             |
| "Pink"                                                                      | 2019 | —  | —  | Pink                |             |
| "You?"                                                                      | 2019 | —  | 30 | Pink                |             |
| "BBY"                                                                       | 2019 | —  | —  | Pink                |             |
| "Grey"                                                                      | 2020 | —  | —  | Pink                |             |
| "Call Me, I Still Love"                                                     | 2020 | —  | —  | Pink                |             |
| "44 Lies"                                                                   | 2020 | —  | —  | Pink                |             |
| "Maria"                                                                     | 2020 | —  | —  | Pink                |             |
| "Felt like playing guitar and not singing part 2"                           | 2020 | —  | —  | Pink                |             |
| "I Can't Relate"                                                            | 2020 | —  | —  | Pink                |             |
| "We Will Be Alright"                                                        | 2020 | —  | —  | Pink                |             |
| "Pink Reprise"                                                              | 2020 | —  | —  | Pink                |             |
| "Think I'm Crazy"                                                           | 2020 | —  | —  |                     |             |
| "—" denota una grabación que no se trazó o no se publicó en ese territorio. | 2020 |    |    |                     |             |